# Ferdinando Buonamici
Ferdinando Antonio Buonamici (Firenze, 11 maggio 1820 – Firenze, 2 marzo 1892) è stato un pittore italiano.

## Biografia
Dopo gli studi all'Accademia di belle arti di Firenze, nel 1852 è tra i primi artisti a frequentare il Caffè Michelangiolo a Firenze, luogo di ritrovo degli artisti appartenenti alla corrente artistica dei macchiaioli, dove stringe amicizia con Giovanni Fattori e affresca una parete con una scena tratta da un episodio de I promessi sposi. 
Nel 1855 espone alla Promotrice Fiorentina pitture di genere e scene tratte dal capolavoro manzoniano (In questa guisa giunse Renzo, Padre Cristoforo entra in casa di Agnese), mentre l'anno successivo presenta Lucia dinanzi a Padre Cristoforo e Gli orfani.
Nel 1856 dipinge Gli orfani, quadro ispirato al vero e che rappresenta due bambini - in un paesaggio disadorno e mesto, realizzato a tinte sommesse - che piangono davanti a una tomba, nel 1857 espone alla Promotrice Fiorentina Una scena domestica. 
Nel 1858 e nel 1859 dipinge due tele delicatamente intimiste: Le gioie di una madre, medaglia di bronzo alla Promotrice Fiorentina del 1858 e Un bacio furtivo.
Nello stesso anno si arruola come volontario in un gruppo di giovani toscani, tra cui Telemaco Signorini, Adriano Cecioni e Diego Martelli per la Seconda guerra d'Indipendenza; il suo impegno artistico in questo periodo è testimoniato dal dipinto Autoritratto in divisa di volontario toscano e dal suo dipinto più noto Caserma di Modena con i volontari della Quinta Batteria toscana, esposto con successo alla Promotrice Fiorentina del 1862, in cui si riconoscono pittori e avventori del Caffè Michelangiolo ritratti in un ambiente austero e triste, nelle loro quotidiane occupazioni nelle vesti di militari.
Insieme a Telemaco Signorini realizza un gruppo di bozzetti di paese a Pozzolengo, mentre nel 1865 partecipa alla mostra per il centenario dantesco con Benvenuto Cellini convalescente.
In questo periodo si accosta alla poetica della Scuola di Pergentina (o Piagentina), raggruppamento di artisti dediti alla pittura dal vero nella campagna fiorentina rappresentata dallo stesso Signorini, da Silvestro Lega, che esercita una notevole influenza artistica su Buonamici, Odoardo Borrani, Giuseppe Abbati e Raffaello Sernesi, tutti esponenti di spicco della corrente macchiaiola.
Sono degni di nota i dipinti Interno di cucina di campagna, e Veduta del colle di Fiesole.
Trascorre più di un anno in una casa di campagna a Castel San Pietro Terme, nel bolognese, di proprietà di parenti della moglie. Dipinge qui bambini attenti allo studio (Lo studio della geografia, La lezione, Una domanda curiosa), quadri di contenute dimensioni, veri bozzetti di vita familiare (Una scena domestica, Gelosia infantile). Dopo il 1876 la sua attività pittorica si dirada notevolmente, fino a esaurirsi.
(Giovanni Fattori)
Muore a Firenze il 2 marzo del 1892.

## Opere principali
- Gli orfani (1856), olio su tela, Galleria d'arte moderna, Palazzo Pitti, Firenze;
- Le gioie di una madre (1856), olio su tela, perduto;
- Una scena domestica (1857), olio su tela, perduto;
- La caserma di Modena con i volontari della quinta batteria toscana (1859), olio su tela, Galleria d'arte moderna, Palazzo Pitti, Firenze;
- Autoritratto in divisa di volontario toscano (1859), olio su tela, collezione privata;
- Benvenuto Cellini convalescente (1866), olio su tela, Galleria d'arte moderna, Palazzo Pitti, Firenze;
- La pittrice (1866), olio su tela, collezione privata;
- Interno di cucina di campagna (1866), olio su tela, collezione privata;
- Veduta del colle di Fiesole (1868), olio su tela, Galleria d'arte moderna, Palazzo Pitti, Firenze;
- La lezione (1874), olio su tela, Galleria Nazionale d'Arte Moderna di Roma.